# Прикладна лінгвістика
Прикладна́ лінгві́стика —  розділ лінгвістики, спрямований на розв’язання практичних завдань, що виникають у межах різноманітних галузей науки й техніки, а також повсякденного життя людини та суспільства на основі досліджень мови та мовлення.

## Традиційна проблематика прикладної лінгвістики
До традиційних проблем прикладної лінгвістики належать укладання словників, розробка алфавітів і систем письма, транскрипції усного мовлення та транслітерації іншомовних слів, лінгвістичне обґрунтування викладання рідної та іноземних мов, переклад з однієї мови на іншу, стандартизація й уніфікація науково-технічної термінології, укладання спеціальних лінгвістичних довідників, створення штучних мов, удосконалення орфографії і пунктуації, мовна культура тощо.

## Сучасна проблематика прикладної лінгвістики
До нових проблем прикладної лінгвістики належать автоматичний (машинний) переклад, створення інформаційних мов, автоматичне анотування та індексування документів, лінгвістичне забезпечення роботи інформаційних систем, автоматична переробка текстової інформації, лінгвістичне забезпечення автоматичних систем управління (АСУ), автоматичний аналіз (розпізнавання) й автоматичний синтез тексту тощо. Прикладна лінгвістика тісно пов'язана з математикою, кібернетикою та інформатикою.
Найважливіші проблеми прикладного мовознавства — машинний переклад та інформаційна служба.
Однією з актуальних проблем прикладної лінгвістики є проблема інформаційної служби, точніше проблема лінгвістичного забезпечення інформаційно-пошукових систем машинного типу, метою яких є зберігання, пошук і видача інформації. З проблемою пошуку інформації пов'язані питання компресії тексту й автоматичного реферування. Тут велике значення має статистика. «Читаючи» текст, машина відбирає найчастотніші слова і, комбінуючи їх за певними правилами, складає анотацію.

## Використання прикладної лінгвістики
Незважаючи на нерозв'язані питання і недосконалість сучасних програм, машина вже зараз полегшує працю лінгвіста. Вона зберігає в пам'яті текстові ілюстрації значень слів, може розташувати слова за алфавітом, дати оточення кожного слова, підрахувати частоту вживання слова тощо. Так, за допомогою машини був створений «Частотний словник російської мови» за редакцією Л. М. Засоріної. Машина опрацювала мільйон слововживань, що не під силу й великому колективу науковців.
В Україні створено Український мовно-інформаційний фонд Національної академії наук, завданням якого є організація автоматизованої системи для укладання одномовних українських та двомовних (перекладних українсько-іншомовних й іншомовно-українських) словників. У цьому фонді готується фундаментальна академічна електронна лексична картотека, яку невдовзі зможуть використовувати мовознавці для своїх теоретичних досліджень.
Дані лінгвістики застосовують також у військовій справі. Зокрема, створюється особлива командна мова, яка за широкого використання технічних засобів дає можливість у складних умовах ведення бойових дій ефективно здійснювати зв'язок з підрозділами (див. про це: [Колгушкин 1970]). Лінгвістичні знання стають у пригоді й фахівцям, які займаються кодуванням і дешифруванням. Встановлені лінгвістикою факти використовують і в такій, здавалось би, далекій від неї сфері, як медицина. Йдеться передусім про лікування порушень роботи ділянок головного мозку, які керують мовленням (докладніше див.: [Лурия 1975]).